# Triops cancriformis
Triops cancriformis ist ein Kiemenfußkrebs der Gattung Triops aus Europa. Unter rein morphologischen Gesichtspunkten gilt er als die stammesgeschichtlich älteste rezente (heute lebende) Tierart.

## Stammesgeschichte

Ungefähre Verbreitung der Art

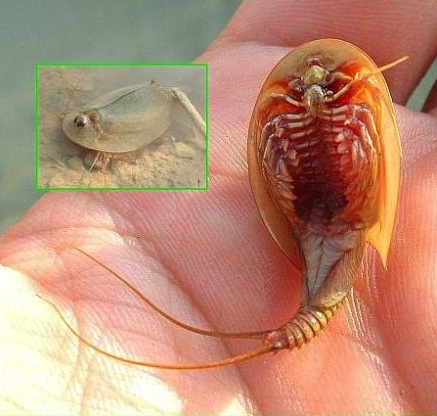
Triops cancriformis in einer Hand

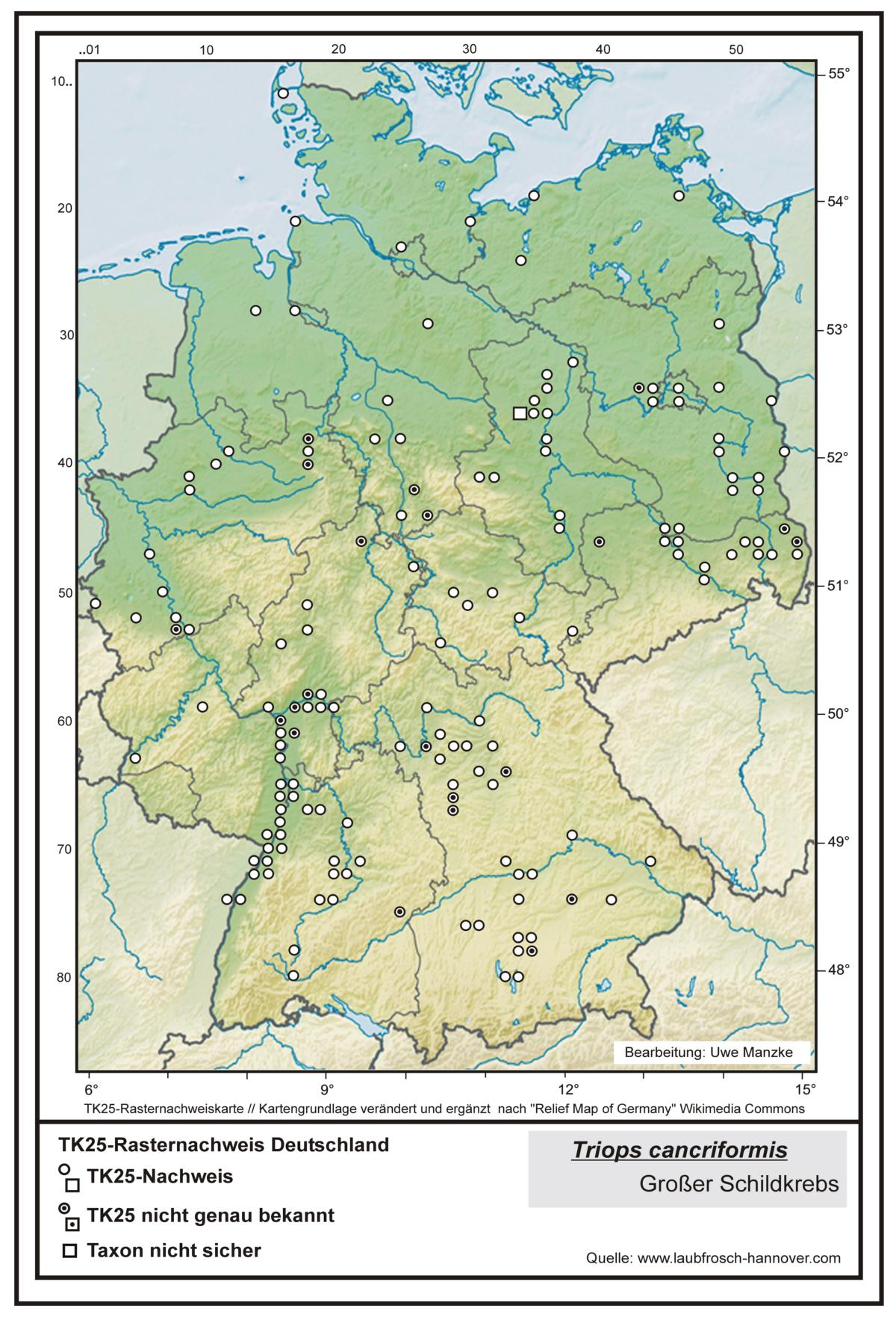
Rasternachweiskarte für Triops cancriformis in Deutschland

Triops cancriformis ist, wie alle Groß-Kiemenfußkrebse (Groß-Branchiopoden) ein sogenannter „Urzeitkrebs“, ein „lebendes Fossil“. Triopsiden-Fossilien wurden unter dem Namen Triops cancriformis erstmals in den 1930er Jahren aus mehr als 220 Mio. Jahre alten Sedimentgesteinen der unteren Obertrias (Hassberge-Formation, Mittlerer Keuper) des Steigerwaldes in Franken beschrieben und einer eigenen Unterart (Triops cancriformis minor) zugewiesen. Überreste einer als Triops cf. cancriformis identifizierten Form stammen aus der oberen Obertrias (palynostratigraphisch datiert auf mittleres bis spätes Rhät, d. h. fast 20 Millionen Jahre jünger als die Steigerwald-Funde) des Culpeper-Beckens (Newark-Supergruppe) im US-Bundesstaat Virginia. Ältere Nachweise der Art sind Anfang der 1970er Jahre aus dem Voltzien-Sandstein (Oberer Buntsandstein, Grenzbereich Unter-/Mitteltrias) der Vogesen vermeldet worden. Noch älter ist die 1997 beschriebene Unterart Triops cancriformis permiensis aus den unteren Schichten der Salagou-Formation (höheres Unter- oder Mittelperm) des Lodève-Beckens in Südfrankreich. Die frühesten Belege sind somit mindestens 40 Millionen Jahre älter als die ersten Dinosaurier, und seit dem Perm hat sich Triops cancriformis morphologisch kaum verändert.
Triops cancriformis gilt aufgrund der Zuweisung der Fossilien im Steigerwald durch Ferdinand Trusheim im Jahr 1937 seit langem als erd- und stammesgeschichtlich langlebigste rezente Spezies. Neuere Untersuchungen, die sich nicht auf die Morphologie, sondern die Genetik stützen (Molekulare Uhr), kommen aber zu dem Ergebnis, dass Triops cancriformis bei einer Adaptiven Radiation in der Nähe der Kreide-Paläogen-Grenze vor etwa 66 Millionen Jahren entstanden ist.

## Beschreibung
Der griechische Gattungsname „Triops“ bedeutet „der Dreiäugige“. Etwas oberhalb der Komplexaugen besitzen die Tiere ein weiteres Lichtsinnesorgan, das Naupliusauge, ein Einzelauge (Ocellus) zur Wahrnehmung von Helligkeitsunterschieden. Das lateinische Artepitheton „cancriformis“ hat die Bedeutung „krebsförmig“, „krebsartig gestaltet“.
Die Arten der Gattung Triops haben etwa 35 bis 71 Paare blattförmiger Beine, die zum Schwimmen und zur Nahrungsaufnahme dienen. Das erste Beinpaar hat lange Y-förmige Fortsätze.
Der etwa sechs bis acht Zentimeter lange Triops cancriformis – das größte bekannte Exemplar erreichte eine Länge von elf Zentimetern – wird im Mittel etwas größer als der amerikanische Triops longicaudatus und begnügt sich mit etwas geringeren Temperaturen (ca. 20 bis 24 °C) als diese Art. Triops cancriformis benötigt jedoch höhere Temperaturen als der im selben Lebensraum anzutreffende Schuppenschwanz (Lepidurus apus), der darum auch als „Frühjahrsschildkrebs“ bezeichnet wird, während der wärmeliebendere Triops als „Sommerschildkrebs“ gilt. Beide Arten sind typische Bewohner der sich im Frühjahr bildenden Überschwemmungstümpel der Flussauen.

## Fortpflanzung und Entwicklung
Nach dem Schlupf aus den „Dauereiern“ (in Zysten verkapselte Embryonen in einer Diapause mit jahrzehntelanger Schlupffähigkeit) durchläuft die Nauplius-Larve mehrere weitere Larvenstadien. Bereits nach wenigen Wochen erreichen die Tiere ihre endgültige Größe und die Geschlechtsreife. Die Vermehrung erfolgt meist auf ungeschlechtlichem Weg durch Selbstbefruchtung (Autogamie) mit Hilfe einer Zwitterdrüse.
Aus Nachzuchten werden die oft als „Eier“ bezeichneten Zysten von T. cancriformis und des amerikanischen T. longicaudatus im Heimtierhandel angeboten, die der europäischen Art jedoch seltener. Zur Aufzucht empfiehlt sich ein größeres Aquarium ab 20 Litern zur artgerechten Haltung und einer Wassertemperatur von 20–24 °C. Der Boden muss mit feinem Sand bedeckt sein, damit die Tiere ihre Eier darin vergraben können. Da Triops keine starke Strömung mögen, empfiehlt sich eine Membranpumpe mit Lufthebefilter. Als Futter werden gerne Spirulina und Chlorellaalgen angenommen, wenn die Krebschen größer sind, auch Karotte, Gurke, Wasserlinsen und gelegentlich auch tierische Nahrung wie rote Mückenlarven oder Daphnien. Die Lebenserwartung beträgt durchschnittlich 2–3 Monate. T. cancriformis kann jedoch bis zu 6 Monate alt werden.

## Unterarten
Es wurden lange Zeit drei rezente Unterarten unterschieden (ursprünglich 1921 von Alessandro Ghigi als Arten erstbeschrieben)): Triops cancriformis cancriformis, Triops cancriformis simplex, Triops cancriformis mauritanicus. Morphologische und genetische Nachuntersuchungen ergaben dann 2006, dass die in Nordafrika und auf der Iberischen Halbinsel in Europa verbreitete Triops mauritanicus eine eigenständige Art ist, keine Unterart von Triops cancriformis. Triops cancriformis simplex erwies sich als nicht monophyletisch: Tiere aus Europa (Nordspanien) gehörten genetisch zu Triops cancriformis und waren auch anhand der bisher angegebenen morphologischen Merkmale nicht von der typischen Unterart Triops cancriformis cancriformis unterscheidbar. Die bisher dieser Unterart zugeordneten nordafrikanischen Tiere gehören hingegen zu Triops mauritanicus. Dementsprechend werden heute keine Unterarten von Triops cancriformis mehr unterschieden. Triops mauritanicus simplex wird, für die südlicher verbreiteten Populationen, nun als Unterart der Art Triops mauritanicus, weiter anerkannt.